# Women's Childhelp Desert Classic 2011
Il Women's Childhelp Desert Classic 2011 è stato un torneo di tennis facente parte della categoria ITF Women's Circuit nell'ambito dell'ITF Women's Circuit 2011. Il torneo si è giocato a Rancho Mirage negli USA dal 7 al 13 febbraio 2011 su campi in cemento e aveva un montepremi di $25,000.

## Vincitori

### Singolare
Ashley Weinhold ha battuto in finale  Kristýna Plíšková con il punteggio di 6–3, 3–6, 7–5

### Doppio
Karolína Plíšková /  Kristýna Plíšková hanno battuto in finale  Nadejda Guskova /  Sandra Zaniewska con il punteggio di 6(6)–7, 6–1, [10-5]